# Sabicea arachnoidea
Sabicea arachnoidea är en måreväxtart som beskrevs av John Hutchinson och John McEwan Dalziel. Sabicea arachnoidea ingår i släktet Sabicea och familjen måreväxter.
Artens utbredningsområde är Sierra Leone. Inga underarter finns listade i Catalogue of Life.